# Danton Pinch
Danton Pinch – była wieś w Anglii, w hrabstwie Kent, w dystrykcie Folkestone and Hythe. Leży blisko Folkestone, 47 km na południowy wschód od miasta Maidstone i 99 km na południowy wschód od centrum Londynu. Wieś została zburzona i jej mieszkańcy przesiedleni wraz z budową Channel Tunnel.